# Culex paramaxi
Culex paramaxi är en tvåvingeart som beskrevs av Duret 1968. Culex paramaxi ingår i släktet Culex och familjen stickmyggor. Inga underarter finns listade i Catalogue of Life.